# HDFC Bank
HDFC Bank ist eine der ersten indischen privaten Banken der Neuzeit. Gegründet wurde sie im August 1994, nachdem die Reserve Bank of India (indische Zentralbank) den Bankensektor für Privatanbieter freigab. Das Unternehmen ist eine Tochtergesellschaft der 1977 gegründeten Housing Development Finance Corporation. Die HDFC Bank gehört seit 2023 zu den fünf größten Banken der Welt nach Marktkapitalisierung. Sie hat über 120 Millionen Kunden, knapp 180.000 Mitarbeiter und ca. 8000 Niederlassungen.

## Struktur
Zu den Tochtergesellschaften gehört:
| Name                          | Geschäftsbereich               | Anteil  | Quelle |
| ----------------------------- | ------------------------------ | ------- | ------ |
| HDFC Life                     | Lebensversicherung             | 50,37 % | [ 3 ]  |
| HDFC ERGO                     | Versicherung                   | 50,48 % | [ 4 ]  |
| HDFC Asset Management Company | Vermögensverwaltung            | 52,55 % | [ 5 ]  |
| HDFC Securities               | Broker                         | 95,48 % | [ 6 ]  |
| HDB Financial Services        | Finanzdienstleistungen         | 94,84 % | [ 7 ]  |
| HDFC Capital Advisors         | Private equity-Immobilienfonds | 90 %    | [ 8 ]  |
| HDFC Credila                  | Bildungskredite                | 9,99 %  | [ 9 ]  |